# Rose-Marie (film, 1936)
Pour les articles homonymes, voir Rose-Marie.
Pour plus de détails, voir Fiche technique et Distribution.
Rose-Marie (Rose Marie) est un film musical américain en noir et blanc, réalisé par W. S. Van Dyke, sorti en 1936.
Il s'agit de la deuxième des trois adaptations au cinéma de l'opérette de Rudolf Friml et Oscar Hammerstein II, créée à Broadway en 1924. La première adaptation date de 1928 et la troisième, de 1954.

## Synopsis

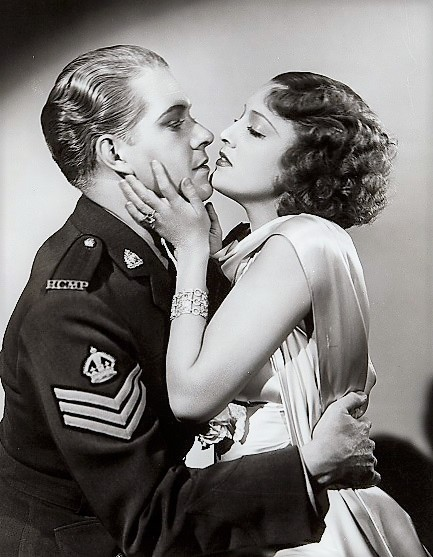
Nelson Eddy et Jeanette MacDonald dans une scène du film.

Un fugitif est recherché par sa sœur et un sergent de la police montée canadienne.

## Fiche technique
- Titre français : Rose-Marie
- Titre original : Rose Marie
- Réalisation : W. S. Van Dyke, assisté de Joseph M. Newman (non crédité)
- Scénario : Frances Goodrich, Albert Hackett, Alice Duer Miller, d'après l'opérette Rose-Marie, livret d'Otto Harbach et Oscar Hammerstein II
- Direction artistique : Cedric Gibbons
- Costumes : Adrian
- Photographie : William H. Daniels
- Son : Douglas Shearer
- Musique : Herbert Stothart
- Chorégraphie : Chester Hale (danse du totem) ; William Von Wymetal (Opéra) ; Michael Val Roset (Roméo et Juliette)
- Direction musicale : Herbert Stothart
- Montage : Blanche Sewell
- Production : Hunt Stromberg
- Société de production : Metro-Goldwyn-Mayer
- Société de distribution : Loew's Inc.
- Pays d'origine : États-Unis
- Langue originale : anglais
- Format : noir et blanc - 35 mm - 1,37:1 - son mono (Western Electric Sound System)
- Genre : comédie musicale
- Durée : 113 min
- Date de sortie :
  -  États-Unis : 28 janvier 1936 (première à Miami)
  -  France : 23 avril 1936

## Distribution
- Jeanette MacDonald : Marie de Flor / Rose-Marie
- Nelson Eddy : le sergent Bruce
- Reginald Owen : Myerson
- Allan Jones : un ténor (rôle de Romeo)
- James Stewart : John Flower
- Alan Mowbray : Premier ministre du Québec
- Gilda Gray : Belle
- George Regas : Boniface
- Robert Greig : le directeur de l'hôtel
- Una O'Connor : Anna Roderick
- Lucien Littlefield : le commerçant
- Herman Bing : M. Daniels
- David Niven : Teddy

Acteurs non crédités
- Leonard Carey : Louis
- Iron Eyes Cody : un indien dansant autour du totem
- John George : un pilier de bar
- Louis Mercier : un admirateur
- Paul Porcasi : le chef cuisinier Émile

## Chansons du films
- Extraits de Roméo et Juliette : musique de Charles Gounod, livret de Jules Barbier et Michel Carré, interprétés par Jeanette MacDonald, Allan Jones, Olga Dane
- Extraits de Tosca : musique de Giacomo Puccini, livret de Luigi Illica et Giuseppe Giacosa, interprétés par Jeanette MacDonald et Allan Jones
- Pardon Me Madame : musique de Herbert Stothart, paroles de Gus Kahn, interprétée par Jeanette MacDonald
- The Mounties , Rose Marie : musique de Rudolf Friml, paroles d'Oscar Hammerstein II et Otto Harbach, interprétées par Nelson Eddy
- Dinah : musique de Harry Akst (en), paroles de Sam M. Lewis (en) et Joe Young (en), interprétée par Jeanette MacDonald
- Some of These Days : paroles et musique de Shelton Brooks (en), interprétée par Jeanette MacDonald et Gilda Gray
- Totem Tom-Tom : : musique de Rudolf Friml, paroles d'Oscar Hammerstein II et Otto Harbach
- Just for You : musique de Rudolf Friml et Herbert Stothart, paroles de Gus Kahn, interprétée par Nelson Eddy
- Indian Love Call : musique de Rudolf Friml, paroles d'Oscar Hammerstein II et Otto Harbach, interprétée par Nelson Eddy et Jeanette MacDonald

## Remakes
Deux autres films produits par la Metro-Goldwyn-Mayer sont tirés de la même opérette : 
- Rose-Marie (1928) de Lucien Hubbard, avec Joan Crawford et James Murray ;
- Rose-Marie (1954) de Mervyn LeRoy, avec Ann Blyth et Howard Keel.